# Bactris coloradonis
Bactris coloradonis é uma espécie de palmeira pertencente à família Arecaceae. É originária da América tropical onde se distribui por Costa Rica, Nicarágua, Panamá, Colômbia e Equador.

## Sinonímia
- Bactris porschiana Burret, Ann. Naturhist. Mus. Wien 46: 229 (1933).[1]